# 17α-雌二醇
17α-雌二醇（英語：17α-Estradiol，缩写17α-E2）也称为17-表雌二醇（17-epiestradiol）或雌-1,3,5(10)-三烯-3,17α-二醇（estra-1,3,5(10)-triene-3,17α-diol）是一种较弱的内源性甾体雌激素，相对其C17上的差向异构体17β-雌二醇（通常就简称为雌二醇）仅在体内占少量。17α-雌二醇的雌激素效价强度只有17β-雌二醇的百分之一，且更亲和雌激素受体中的ERα而非ERβ。和上述核受体不同，对在大脑内表达的雌激素細胞表面受體ER-X而言，17α-雌二醇的亲和力比17β-雌二醇更高，说明17α-雌二醇是该受体的内源性配體。